# Dungeons of Hinterberg
Dungeons of Hinterberg est un jeu vidéo d'action-RPG développé par Microbird Games et édité par Curve Games. Se déroulant dans la ville fictive d'Hinterberg dans les Alpes autrichiennes, le jeu présente également des éléments que l'on retrouve couramment dans les jeux d'exploration de donjons et les jeux de simulation sociale. Le jeu est sorti sur Microsoft Windows et Xbox Series le 18 juillet 2024.

## Système de jeu
Dungeons of Hinterberg est un jeu vidéo de type action-RPG joué à la troisième personne. Dans le jeu, le personnage du joueur, Luisa, a la capacité d'utiliser à la fois des armes et de la magie contre ses ennemis. Le personnage du joueur traverse différents donjons et combat des monstres. Chacun des 25 donjons du jeu possède des mécanismes uniques. En plus des sections de combat, il existe également une partie de simulation sociale, dans laquelle Luisa peut se lier d'amitié avec les villageois d'Hinterberg, ce qui peut lui donner des avantages durant le jeu.

## Histoire
L'intrigue tourne autour de Luisa, une étudiante en droit venue passer ses vacances dans la ville de Hinterberg, dans les Alpes autrichiennes. Hinterberg a attiré les touristes et les amateurs de sensations fortes après l'apparition mystérieuse de créatures magiques et de donjons à la périphérie de la ville.

## Développement et sortie
Dungeons of Hinterberg a été développé par le studio autrichien Microbird Games et publié par Curve Games. Le développement du jeu a commencé en 2020 et s'agissait du premier titre de Microbird. Le gameplay de la partie simulation sociale a été inspiré par Persona, tandis que la ville de Hinterberg elle-même a été inspirée par Helstadt.
Le jeu a été officiellement annoncé en juin 2023. Un test de jeu limité s'est déroulé du 9 au 23 mai, initialement prévu pour ne durer qu'une semaine, mais est passé à deux semaines, grâce à un accueil positif. Le jeu est sorti le 18 juillet 2024 sur Microsoft Windows et Xbox Series. Il est sorti sur Xbox Game Pass dès le premier jour de sa sortie.

## Accueil
Dungeons of Hinterberg a  reçu un score moyen de 82% sur Metacritic. PC Gamer lui a attribué une note de 84/100, le qualifiant de « complexe et satisfaisant ».